# Lopez (Quezon)
Pour les articles homonymes, voir Lopez.
Lopez est une municipalité de la province de Quezon, aux Philippines.